# ريد دونز
ريد دونز (بالإنجليزية: Red Downs)‏ هو لاعب كرة قاعدة أمريكي، ولد في 23 أغسطس 1883 في نيولا في الولايات المتحدة، وتوفي في 19 أكتوبر 1939 في كونسيل بلوفس في الولايات المتحدة بسبب تشمع الكبد.

## وصلات خارجية
- ريد دونز على موقع جمعية أبحاث البيسبول الأمريكية (الإنجليزية)